# Erythrodiplax venusta
Erythrodiplax venusta ist eine Libellenart aus der Unterfamilie Sympetrinae. Sie wurde 1897 durch Kirby als Micrathyria venusta beschrieben. Seit Borrors Revision der Gattung wird sie der venusta-Gruppe zugeordnet. Die Art ist hauptsächlich im Amazonasgebiet sowie den Guyanas verbreitet. Ebenso kommt sie aber in den südlichen Teilen Kolumbiens und entlang einiger südlicher Zuflüsse des Amazonas vor.

## Merkmale
Der bei den Männchen zwischen 20,5 und 23,0 Millimeter und bei den Weibchen zwischen 21,0 und 22,0 Millimeter lange Hinterleib (Abdomen) ist, wie auch das restliche Tier, dunkelbraun bis schwarz und grünlich-gelb gemustert. Der Thorax ist bei jungen Tieren noch grünlich gelb. Zur gelben Grundfarbe gesellen sich auf dem Rücken sowie am Ansatz der Beine dunkle, bräunliche bis schwarze Flecken, die sich mit wachsendem Alter zusehends ausbreiten. Es kann sogar vorkommen, dass, bis auf wenige verbleibende gelbe Punkte, der gesamte Thorax schwarz wird. Die Stirn ist dunkelbraun mit zwei gelblich bis gelblich braunen Flecken am Ansatz der Fühler. Die Mundwerkzeuge sind gelb. Die Hinterflügel sind bei den männlichen Tieren zwischen 23,0 und 25,5 Millimeter; bei den weiblichen zwischen 24,5 und 26,0 Millimeter lang und besitzen ein bis zu 3,0 Millimeter großes Flügelmal (Pterostigma). Bei der Musterung der Flügel treten zwei verschiedene Typen auf. Die mit Abstand am häufigsten vorkommende Form besteht aus einem rötlich braunen basalen Fleck sowie einem helleren postnodalen Band. Die zweite Variante besteht lediglich aus einem kleineren basalen Fleck.

## Ähnliche Arten
Der Art besonders ähnlich ist Erythrodiplax attenuata. Neben den Unterschieden in der Penisstruktur ist aber vor allem die Farbgebung beziehungsweise Musterung unterschiedlich. So sind bei E. attenuata, insbesondere bei jungen Individuen, die Kontraste deutlich stärker ausgeprägt. Speziell in den helleren Regionen geht die Farbgebung bei E. attenuata stärker ins gelbliche, während sie in den dunkleren Regionen ins schwarze abgleitet. Des Weiteren sind die Flecke auf den Seiten des Hinterleibes der Weibchen bei E. attenuata deutlich schärfer begrenzt.